# Щербак Микола (письменник)
Щербак Микола (Мішалов Микола Іванович) (*13 (26) листопада 1914 — 7 червня 2010) — український поет, літературознавець, журналіст. 

## Життєпис
Народився у селі Топильна Шполянського району на Черкащині.
У роки Другої світової війни потрапив на фронт, потім у Німеччину. Вчителював у гімназії.
1950 року емігрував до США. Працював на фабриках, журналістом, учителював у школах українознавства. Мешкав у Сарасоті (штат Флорида).
Член Об'єднання українських письменників «Слово», Національної Спілки письменників України.

## Творчість
Автор збірок:
- «Вітри над Україною» (1947);
- «П'янкий чебрець» (1953);
- «Багаття» (1959);
- «Пахощі суцвіття» (1992);
- «Чебрець» (1991).

Поема «Шлях у вічність» (1954).
Твори для дітей:
- «Абетка» (1960);
- «Волошки» (1969);
- «Пахощі суцвіття» (1982);
- «Чебрець: Вибрані поезії» (1991).

## Видання
- Щербак М. Абетка [Архівовано 9 липня 2021 у Wayback Machine.]. — Джерзі Ситі : Український Народний Союз, 1960. — 35 с.
- Щербак М. Багаття [Архівовано 24 січня 2021 у Wayback Machine.]. — Нью-Йорк : Організація Оборони Чотирьох Свобід України, 1959. — 64 с.
- Щербак М. Баляда про буслів // Естафета. Збірник АДУК. — Нью-Йорк — Торонто, 1974. — Ч.2. -С.107-109.
- Щербак М. Вірші // Слово. Збірник 9. — Едмонтон: ОУП «Слово», 1981. — С. 55-59.
- Щербак М. Вірші // Слово і зброя: Антолог ія української поезії, присвяченої УПА і революційно-визвольній боротьбі 1942—1967 / Упоряд. Л. Полтава. — Торонто — Онтаріо, 1968. — С.348-351.
- Щербак М. Вітри над Україною: Поезії. — Авґсбурґ, 1947. — 63 с.
- Щербак М. Вогненне слово // Крути: Збірка у пам'ять героїв Крут / Упор. О. Зінкевич, Н.Зінкевич -К.: Смолоскип, 2008. — С. 328—330.
- Щербак М. Волошки [Архівовано 26 листопада 2021 у Wayback Machine.]. — Ірвінґтон : Сестрицтво Св. Покрови при Українській Православній Парафії Св. Тройці, 1969. — 48 с.
- Щербак М. Пахощі суцвіття (1960—1970). — Нью-Йорк, 1982. −104 с.
- Щербак М. П'янкий чебрець: Лірика. — Торонто: Євшан-зілля,1953. — 46 с.
- Щербак М. Чебрець: Вибрані поезії [Архівовано 31 жовтня 2020 у Wayback Machine.]. — Кліфтон : б.в., 1991. — 274 с.
- Щербак М. Шлях у вічність: Поема [Архівовано 3 серпня 2020 у Wayback Machine.]. — Нью-Йорк : Організація Оборони Чотирьох Свобід України, 1954. — 29 с.